# Вилим Шипош
Вилим Шипош (Vilmos Sipos или Willy Sipos; 24. јануар 1914 — 25. јул 1978) био је мађарско−југословенски фудбалер. У каријери је играо за две фудбалске репрезентације, Југославију и Мађарску.

## Каријера

### Клуб
Вилим Шипош је према речима једног његовог рођака из Сремске Митровице, рођен на броду који је пловио Дунавом, на коме му је мајка радила као куварица. У Фудбалском савезу Мађарске (где је играо 1942-1946. године) званично се води да је рођен 24. јануара 1914. у Вилхелмсбургу у Аустрији, педесетак километара западно од Беча.
Претпоставља се да је као дечак доведен код рођака у Сремску Митровицу, где је почео да игра фудбал за тамошњи Грађански. Одатле је стигао у Београд где је 1931, као 17-годишњак, одиграо шест мечева и постигао један гол за београдски клуб СК Југославија. Након свега неколико месеци, одлази у Загреб и прелази у ХШК Грађански чије је боје с великим успехом почео да брани у првенственој сезони 1932/33. Из Грађанског је прво отишао у Швајцарску и играо за Јанг бојсе из Берна (1935), а потом у Француску где је носио дрес фудбалског клуба Сет (1936).
Из Француске је на интервенцију потпредседника Грађанског, загребачког индустријалца Густава Мацељског, враћен у Грађански за тадашњих 100.000 француских франака. Међутим, већ 1939. године је продат румунском клубу Рапид из Букурешта у коме је био главна звезда све до почетка Другог светског рата.
Године 1942. је отишао у Будимпешту и као Вилмос Сипос од 18. октобра 1942. до 26. маја 1946. за будимпештански Ференцварош одиграо 121 утакмицу и постигао 32 гола.
Крајем 1946. из Мађарске је стигао у Италију и као члан Болоње одиграо девет првенствених утакмица за овај клуб. Каријеру је завршио у Алжиру, где је био играч и тренер тима Жунес из Орана. У овом клубу је играо као 40-годишњак. У међувремену повремено је играо у Француској гостујући у екипи мађарских емиграната ИРО Хунгарија (1952).

### Репрезентација
За репрезентацију Југославије одиграо је 13 утакмица и постигао један гол. Дебитовао је 18. марта 1934. против Бугарске у Софији, једини гол за Југославију постигао је 28. августа 1938. у сусрету против Чехословачке у Загребу (пораз 1:3). Од дреса са југословенским грбом се опростио 7. маја 1939. на утакмици против Румуније у Букурешту (резултат 0:1).
Одиграо је две утакмице за национални тим Мађарске. Прву утакмицу 1945. године играо против Руминије (7:2) у Будимпешти. У другом сусрету 1946. против Аустрије (2:3) у Бечу, био је на месту десног крила.
У недостатку потпуних података о Шипошу, једино је извесно да се након завршетка играчке каријере настанио у Паризу, где је водио тежак живот. Према тврђењу неких његових пријатеља из Загреба, преминуо је 1978. године у Паризу.

## Наступи за репрезентацију Југославије
| #   | Датум               | Место    | Противник    | Резултат | Гол | Такмичење                                |
| --- | ------------------- | -------- | ------------ | -------- | --- | ---------------------------------------- |
| 1.  | 18. март 1934.      | Софија   | Бугарска     | 1:2      | 0   | Пријатељска утакмица                     |
| 2.  | 17. јун 1935.       | Софија   | Румунија     | 2:0      | 0   | Балкански куп                            |
| 3.  | 20. јун 1935.       | Софија   | Грчка        | 6:1      | 0   | Балкански куп                            |
| 4.  | 24. јун 1935.       | Софија   | Бугарска     | 3:3      | 0   | Балкански куп                            |
| 5.  | 3. април 1938.      | Београд  | Пољска       | 1:0      | 0   | Квалификације за Светско првенство 1938. |
| 6.  | 8. мај 1938.        | Букурешт | Румунија     | 1:0      | 0   | Куп пријатељских земаља                  |
| 7.  | 22. мај 1938.       | Ђенова   | Италија      | 0:4      | 0   | Пријатељска утакмица                     |
| 8.  | 29. мај 1938.       | Брисел   | Белгија      | 2:2      | 0   | Пријатељска утакмица                     |
| 9.  | 28. август 1938.    | Загреб   | Чехословачка | 1:3      | 1   | Куп пријатељских земаља                  |
| 10. | 6. септембар 1938.  | Београд  | Румунија     | 1:1      | 0   | Куп пријатељских земаља                  |
| 11. | 25. септембар 1938. | Варшава  | Пољска       | 4:4      | 0   | Пријатељска утакмица                     |
| 12. | 26. фебруар 1939.   | Берлин   | Њемачка      | 2:3      | 0   | Пријатељска утакмица                     |
| 13. | 7. мај 1939.        | Букурешт | Румунија     | 0:1      | 0   | Куп пријатељских земаља                  |

## Трофеји
- Ференцварош
  - Куп Мађарске (2): 1942/43, 1943/44.
- Рапид Букурешт
  - Куп Румуније (4): 1938/39, 1939/40, 1940/41, 1941/42.